# 瓦帕拉拉
瓦帕拉拉（Vaparala），是印度安得拉邦Cuddapah县的一个城镇。总人口6602（2001年）。

## 人口
该地2001年总人口6602人，其中男性3260人，女性3342人；0—6岁人口672人，其中男320人，女352人；识字率59.25%，其中男性为74.42%，女性为44.46%。